# Schock (Eisbrecher)
Schock è il sesto album in studio del gruppo industrial metal tedesco Eisbrecher, pubblicato nel 2015.

## Tracce
1. Volle Kraft voraus – 3:16
2. 1000 Narben – 3:53
3. Schock – 3:46
4. Zwischen uns – 3:38
5. Rot wie die Liebe – 3:48
6. Himmel, Arsch und Zwirn – 4:17
7. Schlachtbank – 3:06
8. Dreizehn – 3:28
9. Unschuldsengel – 3:53
10. Nachtfieber – 3:10
11. Noch zu retten – 4:37
12. Fehler machen Leute – 3:44
13. Der Flieger – 3:29
14. So oder so – 4:07

## Classifiche
| Classifica (2015) | Posizione massima |
| ----------------- | ----------------- |
| Austria           | 11                |
| Germania          | 2                 |
| Svizzera          | 16                |